# Sabicea speciosissima
Sabicea speciosissima är en måreväxtart som beskrevs av Karl Moritz Schumann. Sabicea speciosissima ingår i släktet Sabicea och familjen måreväxter.
Artens utbredningsområde är Kamerun. Inga underarter finns listade i Catalogue of Life.